# Sopwith Admiralty Type 137
Los Sopwith Admiralty Type 137 y Admiralty Type 138 fueron un par de hidroaviones biplano navales monomotor y biplaza, construidos por orden del Almirantazgo británico en 1914. Eran similares en diseño, pero al tener un motor más potente, el Type 138 era más grande y pesado. Fueron utilizados en los primeros experimentos de lanzamiento de torpedos en 1914.

## Diseño y desarrollo
Los Admiralty Type 137 y 138 fueron construidos por Sopwith según un contrato que requería dos hidroaviones de diseño similar, propulsados por diferentes marcas de motores de potencias marcadamente diferentes. Este requisito llevó a que los dos aviones tuvieran dimensiones y pesos significativamente diferentes. Fueron construidos en paralelo y entregados al Almirantazgo con unos pocos días de diferencia en agosto de 1914.
Ambos eran biplanos, con alas de cuerda constante con puntas redondeadas conectadas por pares de soportes interplanares paralelos. El Type 137 era un biplano estándar de dos vanos, pero el Type 138 de 2,4 m de mayor envergadura poseía un pequeño vano interior adicional. Tenían algo de decalaje, aunque menos en el Type 138. El ala superior tenía mayor envergadura, sobresaliendo 1,8 m en el Type 137 y 1,2 m en el Type 138. Este voladizo estaba arriostrado mediante un par adicional de soportes interplanares, inclinados hacia afuera y unidos al ala inferior en los mismos puntos que los soportes interplanares verticales exteriores. Existían alerones interconectados externamente tanto en las alas superiores como en las inferiores. Las alas inferiores estaban unidas a la parte inferior del fuselaje y las superiores estaban soportadas muy por encima de las cabinas mediante soportes de tipo cabaña.
El fuselaje era una estructura de vigas de arriostramiento cruzado, de madera y con lados planos. Llevaba un empenaje y timón convencionales, además de un plano de cola rectangular, montado en la parte superior del fuselaje, con elevadores divididos. Había dos cabinas en tándem, con el piloto sentado en la trasera. Ambos modelos poseían largos flotadores de lados planos con superficies superior e inferior curvadas, estas últimas con un solo rediente. Estaban sujetos al fuselaje mediante un par de puntales con forma de W invertida hacia adelante y hacia atrás, esta última con suspensión de ballesta. Un tercer flotador similar, aunque más pequeño y sin rediente, estaba montado sobre largos puntales debajo de la cola, equipado con un timón de agua.
La principal diferencia entre los dos modelos era el motor. El más pequeño Type 137 fue diseñado para llevar, e inicialmente fue volado con él, un motor lineal Austro-Daimler de 90 kW (120 hp) de seis cilindros refrigerado por agua, mientras que el Type 138 llevaba un motor radial Salmson 2M7 de 150 kW (200 hp) de 14 cilindros refrigerado por agua. La elección del motor determinó la forma del morro: el motor en línea tenía un radiador rectangular montado delante de él, sobresaliendo ligeramente por encima de la línea superior del fuselaje, mientras que el motor radial estaba descapotado, con un par de radiadores verticales montados en los pequeños vanos interiores del Type 138.

## Historia operacional
Ambos aviones operaron en el área del Solent desde agosto de 1914 hasta que fueron retirados del servicio en enero de 1916. El Type 138 se utilizó con éxito en pruebas de lanzamiento de torpedos en agosto y septiembre de 1914. El Type 137 sufrió graves daños en septiembre de 1914 y posteriormente fue equipado con el mismo tipo de motor que el Type 138.

## Variantes
Admiralty Type 137
Torpedero biplano con motor Austro-Daimler de 90 kW (120 hp), uno construido.
Admiralty Type 138
Torpedero biplano con motor Salmson 2M7 de 150 kW (200 hp), uno construido.

## Operadores
Reino Unido
- Real Servicio Aéreo Naval

## Especificaciones (Type 138)
Referencia datos: British Aircraft Before the Great War

### Características generales
- Tripulación: Dos (piloto y observador)
- Longitud: 10,6 m (34,8 ft)
- Envergadura: 17,1 m (56 ft) (superior); 14,63 m (inferior)
- Altura: 3,9 m (12,7 ft)
- Superficie alar: 61,1 m² (657,7 ft²)
- Peso vacío: 993 kg (2188,6 lb)
- Peso cargado: 1565 kg (3449,3 lb)
- Planta motriz: 1× motor radial de 14 cilindros en dos filas refrigerado por agua Salmson 2M7 (Canton-Unné).
  - Potencia: 150 kW (207 HP; 204 CV)
- Hélices: Lang bipala de paso fijo, más tarde de 4 palas